# Coriza
La rinitis aguda o coriza (del latín tardío coryza, del griego kóryza "catarro")  es la inflamación de la mucosa de la nariz de evolución aguda.

## Epidemiología
Entre los agentes etiológicos implicados en el desarrollo de este proceso destacan distintos virus, como el rinovirus, el virus respiratorio sincitial y el adenovirus, así como el herpesvirus, durante su afección prenatal (parte de TORCH).

## Cuadro clínico
Presenta rinorrea y estornudos y, ocasionalmente, obstrucción nasal por edema de la mucosa. De características similares a la rinitis alérgica, que se acompaña de irritación local y de emisión de secreciones nasales mucosas. Puede estar asociada a la  gripe o influenza; la incidencia de este cuadro aumenta sobre todo en los meses fríos y se propaga por contacto personal, fundamentalmente por vía aérea.

## Tratamiento
Es sintomático, es decir, se usa medicación que mejora las condiciones del paciente (antihistamínicos, antiinflamatorios no esteroideos), ya que la principal causa es de origen viral y, por tanto, los antibióticos no son útiles.